# Type 500 TELB
Le type 500 est un type d'automotrice pour tramway en service aux Tramways électriques de Lille et sa banlieue (TELB) sur le tramway de Lille.

## Histoire
195 motrices sont livrées aux TELB entre 1902 et 1908. Elles sont dotées d'une prise de courant par perche et par charrue pour le caniveau.

## Caractéristiques[1]
- Nombre : 195 ;
- Essieux : deux essieux, truck Brill ;
- Prise de courant : perche et charrue.

## Matériel préservé
| Illustration | Entité | Type                       | Numéro |
| ------------ | ------ | -------------------------- | ------ |
|              | AMTUIR | 500/1 (série homogénéisée) | 551    |